# 日本通运

舊標誌，於2022年導入「NX」集團品牌前使用

日本通運（日语：／ Nippon tsūun */?）是日本一家大型物流公司，也是日本最大的綜合物流業者，簡稱日通。成立於1937年10月1日，當時為二戰戰時體制下整合日本國內通運業者而成的國營企業，1950年2月1日轉型為民營企業。目前總部位於東京汐留，物流网络遍及500多个国家及地區。

## 沿革
- 1872年6月：明治政府將舊時的飛腳、問屋統合成「陸運元會社」。
- 1875年2月：改稱「內國通運會社」。
- 1893年：改稱「內國通運株式會社」。
- 1928年：改稱「國際通運株式會社」。
- 1937年10月：改制為「日本通運株式會社」，為日本政府特許的特殊會社之一，並制定《日本通運株式會社法》。
- 1950年2月：《日本通運株式會社法》廢止，日本通運民營化並在東京證券交易所股票上市。
- 1965年：開辦流通經濟大學。
- 1988年，在臺灣成立「華通航空貨運承攬股份有限公司」。
- 2000年7月，臺灣東元電機成立台灣宅配通，技術由日本通運指導。
- 2003年，華通航空貨運增資，同時改名為「臺灣日通國際物流股份有限公司」（簡稱「臺灣日通」）。
- 2008年6月：與郵便事業共同出資設立JPExpress。
- 2022年1月4日：導入控股公司制度，成立日通控股（日语：NIPPON EXPRESSホールディングス），日本通運則成為前述公司的全資子公司；同時使用「NX」做為新的集團品牌。

## 关联企业和团体

### 日本国内
日本國內以運輸，零售為主體的日通關聯企業共計354家，以下特列舉部份：
- 日本ヴォパック株式会社
  - 日本ケミカル荷役株式会社
- 日本海运
- 日本クーリエサービス株式会社
- 日通トランスポート株式会社
- 日通机工
- 日通キャピタル株式会社
- 日通商事
  - 太洋日产汽车售卖
- 日通汽车学校
- 日通综合研究所
  - 日通情报系统
- 日通ハートフル株式会社
- 日通不动产株式会社 
  - 日通エステートサービス株式会社
  - 株式会社日通関西エンタープライズ
  - 日通福岡警備保障株式会社
- 大阪倉庫株式会社
- 加藤運輸株式会社
- 青函フェリー株式会社
- 湖南通運株式会社
- 境港海陸運送株式会社  
  - 株式会社日本海ポートサービス
  - 境港物流株式会社
- 塩竈港運送株式会社
- 上海超級特快株式会社 ‐ 商船三井、上組有出資。
- 蔦井倉庫株式会社
- 土浦通運株式会社
- 東北卡車株式会社
- 徳島通運株式会社  
  - 阿波合同通運株式会社
- 名護イーテクノロジー株式会社
- 備後通運株式会社
- 北旺運輸株式会社
- 日通学園 - 流通経済大学（茨城県）、流通経済大学付属柏高等学校（千葉県）。
- 財団法人日本通運育英会
- 物流博物館

### 海外企業
- 美國日通
- 香港日通
- 德國日通
- 荷蘭日通
- 英国日通
- 比利時日通
- 台湾日通
- 日通国际物流（中国）
- 華南日通
- 上海通運
- 上海億科軟件技術有限公司
- 大連日通外運物流有限公司
- 新加坡日通
- 泰國日通
- NEXグローバルロジスティクス韓国
- 馬來日通
- 印尼日通
- 印度日通

共計37個国家、200多個城市、350多個據點。

## 二戰前在臺灣事業
內國通運自1924年開始與台灣的運輸業者「丸マ後藤組」有業務往來，在1926年入股後藤組株式會社，並在之後入股作為近海郵船代理店的台灣海陸運輸株式會社。1930年，國際通運併購後藤組、台灣海陸運輸，在台灣各地設立多處支店、出張所，是臺灣日治時期規模最大的運輸業者（其他四大依規模由大至小為：日東商船組、臺灣運輸、臺灣倉庫、丸一組），也是這些業者中，唯一本店不設在臺灣者。日本通運是台灣電力株式會社的專屬運送店，亦負責專賣局的專賣品項運輸，以及大日本製糖、昭和製糖、臺東製糖、青果同業組合的委託運輸。
國際通運在1937年10月改制為日本通運前，在台灣的據點如下：
- 支店：台北、基隆、新竹、台中、彰化、嘉義、台南、高雄、屏東
- 出張所：萬華、桃園、苗栗、豐原、員林、斗南、北港、宜蘭、二結、台東、花蓮港
- 派出所、出張員詰所：松山、大稻埕、樹林、竹南、竹東、通霄、烏日、集集、埔里、鹿港、林內、永康、鳳山、九曲堂、三塊厝、田町、旗山、潮州、里港、中壢、楊梅、大湖、土庫、虎尾、蘇澳、中里、新營、新市

## 外部連結
- 日本通運 （页面存档备份，存于）
- 臺灣日通 （页面存档备份，存于）